# Liste von Stadien in Aserbaidschan
Die folgende Liste stellt eine Rangfolge der größten Fußballstadien gemäß der Gesamtkapazität in Aserbaidschan dar. Einige dieser Stadien dienen als Mehrzweck-Stadien, vor allem für Leichtathletik.
| Bild | Stadion                       | Kapazität | Ort        | Heimmannschaft                                                 | Eröffnung |
| ---- | ----------------------------- | --------- | ---------- | -------------------------------------------------------------- | --------- |
|      | Nationalstadion Baku          | 69.870    | Baku       | Aserbaidschanische Fußballnationalmannschaft                   | 2015      |
|      | Tofiq-Bəhramov-Stadion        | 31.200    | Baku       | Aserbaidschanische Fußballnationalmannschaft, FK Qarabağ Ağdam | 1951      |
|      | Gəncə-Stadtstadion            | 27.000    | Gəncə      | PFK Kəpəz                                                      | 1963      |
|      | Lənkəran-Stadtstadion         | 15.000    | Lənkəran   | FK Xəzər Lənkəran                                              | 2006      |
|      | Tofiq-Ismayilov-Stadion       | 15.000    | Baku       | Keine                                                          |           |
|      | Mehdi-Hüseynzadə-Stadion      | 15.000    | Sumqayıt   | Sumqayıt PFK, FK Gənclərbirliyi Sumqayıt                       | 2014      |
|      | Naxçıvan-Stadtstadion         | 12.800    | Naxçıvan   | Araz-Naxçıvan PFK                                              | 2013      |
|      | Şəmkir-Stadtstadion           | 11.500    | Şəmkir     | FK Şəmkir                                                      | 1953      |
|      | Bakcell Arena                 | 11.000    | Baku       | Neftçi Baku PFK                                                | 2012      |
|      | Bərdə Stadion                 | 10.000    | Bərdə      | Keine                                                          |           |
|      | Tovuz-Stadtstadion            | 10.000    | Tovuz      | PFK Turan Tovuz                                                |           |
|      | Heydər-Əliyev-Stadion         | 8.500     | İmişli     | FK Mil-Muğan                                                   | 2006      |
|      | Şəfa-Stadion                  | 8.152     | Baku       | Bakılı Baku PFK, FK Keşlə, AZAL PFK Baku                       | 2001      |
|      | Anatoli-Banişevski-Stadion    | 7.500     | Masallı    | FK Masallı                                                     |           |
|      | Tovuz-Stadtstadion            | 6.800     | Tovuz      | PFK Turan Tovuz                                                | 1979      |
|      | Dalğa-Arena                   | 6.500     | Baku       | Rəvan Baku FK                                                  | 2011      |
|      | Azərsun-Arena                 | 5.800     | Baku       | FK Qarabağ Ağdam                                               |           |
|      | Ismət-Qayıbov-Stadion         | 5.000     | Baku       | Keine                                                          |           |
|      | Bayil-Stadion                 | 5.000     | Baku       | Rəvan Baku FK                                                  | 2012      |
|      | Yaşar-Məmmədzadə-Stadion      | 5.000     | Mingəçevir | Energetik FK                                                   | 1953      |
|      | Yevlax-Stadtstadion           | 5.000     | Yevlax     | FK Karvan Yevlax                                               | 2005      |
|      | Şövkət-Orduxanov-Stadion      | 4.000     | Qusar      | FK Şahdağ-Samur                                                |           |
|      | Zaqatala-Stadtstadion         | 3.500     | Zaqatala   | Zagatala PFK                                                   | 2008      |
|      | Qazax-Stadtstadion            | 3.500     | Qazax      | Göyəzən Qazax FK                                               |           |
|      | AZAL Stadion                  | 3.000     | Baku       | AZAL PFK Baku                                                  | 2009      |
|      | MOİK Stadion                  | 3.000     | Baku       | MOİK Baku PFK                                                  |           |
|      | Ağsu-Stadtstadion             | 3.000     | Ağsu       | Ağsu FK                                                        | 2012      |
|      | Zabrat Stadion                | 3.000     | Baku       | Keine                                                          |           |
|      | Qəbələ şəhər stadionu         | 2.000     | Qəbələ     | FK Qəbələ                                                      | 1985      |
|      | Olympia-Sportkomplex Quzanlı  | 2.000     | Quzanlı    | FK Qarabağ Ağdam                                               |           |
|      | İnşaatçı Stadion              | 2.000     | Sumqayıt   | Keine                                                          |           |
|      | Olympia-Sportkomplex Lökbatan | 2.000     | Lökbatan   | Qaradağ Lökbatan FK                                            |           |
|      | Nəriman-Nərimanov-Stadion     | 2.000     | Neftçala   | Neftçala FK                                                    |           |
|      | Olympia-Sportkomplex Salyan   | 2.000     | Salyan     | FK Muğan Salyan                                                | 2007      |
|      | Ucar-Zentralstadion           | 2.000     | Ucar       | Keine                                                          | 1973      |
|      | Olympia-Sportkomplex Qala     | 1.500     | Baku       | Keine                                                          |           |
|      | Olympia-Sportkomplex Zirə     | 1.500     | Baku       | Zirə FK                                                        |           |
|      | Olympia-Sportkomplex Şağan    | 1.032     | Baku       | Keine                                                          | 2009      |